# Mamadou Bagayoko (1989)
Mamadou Bagayoko (* 31. prosince 1989, Abidžan) je fotbalový obránce či záložník a reprezentant z Pobřeží slonoviny, od července 2015 hráč belgického klubu K. Sint-Truidense VV. Mimo Pobřeží slonoviny působil na klubové úrovni na Slovensku. Nastupuje na pravém kraji obrany nebo zálohy.

## Klubová kariéra
Je odchovanec týmu Africa Sports d'Abidjan, kde se v zimě 2005/06 propracoval do prvního mužstva.

### ŠK Slovan Bratislava
V září 2008 zamířil do Evropy, kde se upsal Slovanu Bratislava ze Slovenska. Na jaře 2009 hostoval v Artmedii Petržalka a následně se stal oporou Slovanu. S klubem se v sezoně 2009/10 radoval ze zisku slovenského poháru. V následujícím ročníku získal se Slovanem „double“. V lednu 2011 o Bagayoka projevily zájem celky FK Partizan ze Srbska a chorvatské Dinamo Zagreb. Získat double, tedy vítězství v lize i ve slovenském poháru se týmu povedlo i v ročníku 2012/13. V sezóně 2013/14 Corgoň ligy ligový titul se Slovanem obhájil. V létě 2014 se o něj zájímala Sparta Praha, ale k přestupu nedošlo. S mužstvem se také představil dvakrát ve skupinové fází Evropské ligy UEFA, konkrétně v ročnících 2011/12 a 2014/15. V prosinci 2014 mu ve Slovanu Bratislava skončila smlouva a nová mu nabídnuta nebyla. Během svého dlouhého angažmá nastoupil k 124 ligovým zápasům a vstřelil tři branky. Střelecky se prosadil 24. 7. 2010 proti klubu MŠK Žilina (remíza 2:2), v souboji hraném 4. srpna 2013 se Spartakem Myjava (výhra 5:0) a 18. 9. 2013 proti celku FC Nitra (výhra 5:0).

### K. Sint-Truidense VV
Na jaře 2015 byl bez angažmá. Následně se v červenci 2015 upsal tehdejšímu nováčkovi belgické nejvyšší soutěže, když se dohodl na kontraktu s představiteli mužstva K. Sint-Truidense VV.

## Reprezentační kariéra
Mamadou Bagayoko je bývalý mládežnický reprezentant Pobřeží slonoviny, v minulosti nastupoval za výběry do 20, 21 a 23 let.

### A-mužstvo
6. září 2015 debutoval v seniorské reprezentaci, když v kvalifikace na Africký pohár 2017 proti Sierru Leone (remíza 0:0) odehrál na stadionu Adokiye Amiesimaka v Nigérii 23 minut. Dostal se i do závěrečné nominace Pobřeží slonoviny na Africký pohár 2017, ale neodehrál zde žádný zápas.

### Reprezentační zápasy a góly
Zápasy Mamadou Bagayoka za A-mužstvo Pobřeží slonoviny
| 2015               | 3 | 0 |
| 2016               | 2 | 0 |
| 2017               | 3 | 0 |
| Celkem             | 8 | 0 |
| Platí k 2. 5. 2017 |   |   |